# 發現隕石
發現隕石是那些被人們找到，但未曾觀測到其墜落的隕石。 它們可能已經在地面上經歷了數千年的歲月，因此可以有不同程度的風化。它們與墜落隕石的區別是，墜落隕石於掉落時被觀測到，而且在很短的時間內就被尋獲。
所有經過官方認定的隕石都會登錄在下列的資料庫中，其中大多數都被收藏為標本。
- Meteoritical Bulletin Database （页面存档备份，存于）
- The NHM Catalogue of Meteorites （页面存档备份，存于）
- MetBase （页面存档备份，存于）